# Claus Norreen
Claus Norreen (Charlottenlund, Dinamarca; 5 de junio de 1970) es un músico y productor discográfico danés, conocido como integrante del grupo Aqua, que vendió 33 millones de discos.

## Biografía
Nacido en Charlottenlund, en su adolescencia quería ser químico, pero uno de sus mayores intereses era la música electropop. Tras culminar la escuela trabajó en la tienda de ropa de su hermana, lo que inspiró su estilo musical; en 1989 conoció a Søren Rasted y allí comenzó su carrera musical.
Estuvo casado con la actriz y modelo danesa Siggy Norreen, con la que tuvieron un hijo, Elliott, nacido en febrero de 2003.

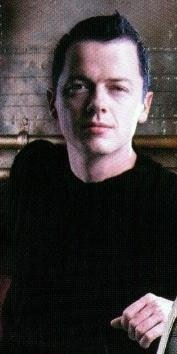

## Discografía

### Álbumes de Aqua
- Aquarium (1997)
- Aquarius (2000)
- Megalomania (2011)

### Álbumes
- Frække Frida Og De Frygtløse Spioner (1994) (varios artistas)

### Sencillos
- Submerged (1992) (Aeroflot)
- Itzy Bitzy Spider (1995) (Joyspeed)

### Remixes
- In my mind (Danny Red Remix) (1998) (Antiloop)
- Living in your head (Aeroflot Remix) (2000) (Soundlovers)
- Forever (Aeroflot & Feindflug Remix) (2003) (Bruderschaft)
- Facts of life (Danny Red Remix) (2004) (LazyB)

### Versiones remix
- Aeroflot - Submerge (4:18)
- Antiloop - In my mind (Danny Red Remix) (3:27)
- Bruderschaft - Forever (Aeroflot & Feindflug Remix) (5:55)
- LazyB - Facts of life (Danny Red Mix Edit) (3:20)
- LazyB - Facts of life (Danny Red Remix) (5:29)
- LazyB - Facts of life (Danny Red vs. Claus Noreen Mix) (4:01)
- Soundlovers - Living in your head (Aeroflot Mix) (5:00)
- Soundlovers - Living in your head (Aeroflot Radio) (3:19)
- Soundlovers - Living in your head (Aeroflot Remix) (4:50)